# Schweiler
Schweiler ist ein Ortsteil der Ortsgemeinde Mützenich im Eifelkreis Bitburg-Prüm in Rheinland-Pfalz.

## Geographische Lage
Schweiler liegt rund 1 km südlich des Hauptortes Mützenich und unweit zur Staatsgrenze nach Belgien. Umgeben ist Schweiler von einigen landwirtschaftlichen Nutzflächen sowie Wäldern im Osten und Westen. Östlich des Ortes fließt der Ihrenbach und westlich des Ortes der Baiersbach. Dieser mündet südlich von Schweiler in den Ihrenbach.

## Geschichte
Schweiler gehörte ursprünglich zur Schultheißerei Bleialff im Amt Prüm des Kurfürstentums Trier. Nach der französischen Annexion des Linken Rheinufers wurde der Ort dann der Mairie Winterscheid im Kanton Schönberg im Arrondissement de Prüm zugeschrieben und gehörte somit zum Saardepartement. Unter preußischer Herrschaft zählte der Ort zur Bürgermeisterei Winterscheid. 1956 folgte die Zuteilung zum Amt Bleialf und seit 2007 zählt Schweiler zur VG Prüm.
Belegt ist, dass Schweiler um das Jahr 1777 aus sechs Gebäuden bestand. Nachfolgend ist lediglich ein geringes Wachstum zu beobachten. Schweiler war und ist noch heute überwiegend landwirtschaftlich geprägt.

## Kultur und Sehenswürdigkeiten

### Wegekreuze
Im Ortsteil Schweiler finden sich mehrere Wegekreuze. Eines davon steht unter Denkmalschutz und befindet sich östlich des Ortes an der alten Straße nach Bleialf. Es handelt sich um ein Balkenkreuz, welches ursprünglich für eine Grabstelle genutzt wurde und anschließend zum Wegekreuz umfunktioniert wurde. Das Kreuz stammt aus dem Jahre 1820 und wurde aus Schiefer gefertigt.
Siehe auch: Liste der Kulturdenkmäler in Mützenich (bei Prüm)

### Naherholung
Rund um Schweiler gibt es mehrere Wanderwege. Direkt durch den Ort verläuft eine rund 8 km lange Rundwanderung von Mützenich nach Schweiler und zur Winterscheider-Mühle. Um Schweiler herum gibt es zudem eine rund 15 km lange Wanderroute, die von Bleialf über Mützenich bis zur belgischen Grenze führt.

## Persönlichkeiten

Ernest Hemingway und Charles Lanham, Schweiler, September 1944

Als Kriegsberichterstatter beobachtete Ernest Miller Hemingway (amerikanischer Schriftsteller und Literaturnobelpreisträger) die Schlacht im Hürtgenwald. Er war in Buchet untergebracht und befand sich am 18. September 1944 in Schweiler.

## Wirtschaft und Infrastruktur

### Unternehmen
Neben den genannten landwirtschaftlichen Nutzbetrieben ist Schweiler auch als Urlaubsort bekannt. Es werden drei Ferienhöfe-/ unterkünfte betrieben.

### Verkehr
Es existiert eine regelmäßige Busverbindung.
Schweiler ist durch die Kreisstraße 103 erschlossen. Wenig südlich des Ortes verläuft die Kreisstraße 102.